# Лесе-фер
Лесѐ-фер (от френски: laissez-faire, [lɛsefɛʁ] – „оставете да се прави“, както и на английски, но с английско произношение /ˌlɛseɪˈfɛər/) в икономиката е икономическа среда, в която сделките между икономическите субекти са свободни от държавни регулации (държавна интервенция) под формата на държавно регулирани цени, държавни субсидии, държавно наложени монополи, като се допуска само такава държавна намеса, която да гарантира правото на частна собственост (закони против кражбата и агресията/насилието) и другите основни човешки права. Фразата на френски буквално означава „да се позволи да се прави“, но по-широко означава „да се позволи да е“ или „да се остави само на себе си“.
Учените приемат, че държава с икономическа среда лесе-фер никога не е съществувала (винаги е имало или твърде много държавна намеса, или твърде малка държавна намеса (недостатъчна, неадекватна или никаква защита на човешките права), или изобщо не е имало държава). 

## История
Според исторически митове фразата произлиза от среща през около 1680 г. между могъщия френски финансов министър Жан-Батист Колбер и група от френски предприемачи, предвождана от М. Льо Жандр, на която министърът попитал как френската държава да бъде в услуга на търговците, и Льо Жандр отговорил: „Laissez-nous faire“ („Просто ни оставете да го правим.“).